# Sandro Zurkirchen
Sandro Zurkirchen (Svitto, 25 febbraio 1990) è un hockeista su ghiaccio svizzero, milita come portiere nel Berna.

## Carriera
Sandro Zurkirchen dal 2006 al 2010 giocò nella sezione giovanile dell'EV Zug, per un totale di 72 incontri. Nel corso della stagione 2008-2009 giocò il suo primo incontro fra i professionisti in 
Lega Nazionale A. Nelle stagioni successive collezionò altre presenze alle spalle del portiere titolare Jussi Markkanen. Dal 2011 al 2013 giocò inoltre in prestito nella Lega Nazionale B con la maglia dell'HC Thurgau.
Nella primavera del 2013 Zurkirchen firmò un contratto biennale con l'Hockey Club Ambrì-Piotta. Fin dall'inizio della stagione 2013-2014 trovò maggior spazio sul ghiaccio alternandosi con l'altro portiere Nolan Schaefer.